# U-Bahnhof Milbertshofen
Der U-Bahnhof Milbertshofen der U-Bahn München liegt im Stadtteil gleichen Namens zwischen der Schopenhauer- und Keferloherstraße im Verlauf der Knorrstraße. Er wurde am 20. November 1993 eröffnet und wird von der U2 bedient.
Aus großflächigen Reflektoren, die als Baldachin an der Decke angebracht sind, wird der mit hellen Platten ausgelegte Bahnsteig beleuchtet. Die Leuchtstoffröhren sind abwechselnd nach außen und innen geneigt. Die sechseckigen Säulen wurden mit rötlich glänzendem Granit verkleidet. An den türkis grundierten Hintergleiswänden sind horizontal verlaufende Trägerelemente angebracht, die mit Mosaikglasfliesen besetzt sind. Diese Anordnung wird nur mittig unterbrochen, da sich hier große Trägerelemente mit roten und blauen Mosaikfliesen befinden.
Über ein Sperrengeschoss gelangt man am nördlichen Bahnsteigende zur Kreuzung Knorrstraße/Keferloherstraße. Am Südende gelangt man entweder über einen Lift direkt an die Oberfläche oder über ein Sperrengeschoss an die Kreuzung Knorrstraße/Schopenhauerstraße. Der Bahnhof sollte ursprünglich "Keferloherstraße" heißen.
| Linie | Linienverlauf |
| ----- | --- |
| U2    | Feldmoching – (1065 m) – Hasenbergl – (631 m) – Dülferstraße – (1112 m) – Harthof – (962 m) – Am Hart – (1010 m) – Frankfurter Ring – (657 m) – Milbertshofen – (1094 m) – Scheidplatz – (1103 m) – Hohenzollernplatz – (756 m) – Josephsplatz – (513 m) – Theresienstraße – (730 m) – Königsplatz – (583 m) – Hauptbahnhof – (905 m) – Sendlinger Tor – (746 m) – Fraunhoferstraße – (1116 m) – Kolumbusplatz – (711 m) – Silberhornstraße – (553 m) – Untersbergstraße – (654 m) – Giesing – (1280 m) – Karl-Preis-Platz – (868 m) – Innsbrucker Ring – (1576 m) – Josephsburg – (978 m) – Kreillerstraße – (1207 m) – Trudering – (959 m) – Moosfeld – (1683 m) – Messestadt West – (925 m) – Messestadt Ost |